# Trinervitermes
Genre
Trinervitermes est un genre de la famille des Termitidae dont les soldats sont capables de projeter des composés chimiques qui repoussent les prédateurs.

## Liste des espèces
Selon GBIF (3 mars 2024) :
- Trinervitermes arabiae Harris, 1957
- Trinervitermes bettonianus (Sjöstedt, 1905)
- Trinervitermes biformis (Wasmann, 1902)
- Trinervitermes dispar (Sjöstedt, 1902)
- Trinervitermes disparatus (Bathellier, 1927)
- Trinervitermes fletcheri Thakur & Chatterjee, 1965
- Trinervitermes geminatus (Wasmann, 1897)
- Trinervitermes gratiosus (Sjöstedt, 1924)
- Trinervitermes handlirschi (Rosen, 1913)
- Trinervitermes indicus (Snyder, 1934)
- Trinervitermes nigrirostris Sen-Sarma & Mathur, 1959
- Trinervitermes occidentalis (Sjöstedt, 1904)
- Trinervitermes oeconomus (Trägårdh, 1904)
- Trinervitermes rabidus (Hagen, 1859)
- Trinervitermes rapulum (Sjöstedt, 1904)
- Trinervitermes rhodesiensis (Sjöstedt, 1911)
- Trinervitermes saudiensis Sands, 1965
- Trinervitermes sensarmai Bose, 1984
- Trinervitermes sudanicus (Sjöstedt, 1904)
- Trinervitermes togoensis (Sjöstedt, 1899)
- Trinervitermes trinervius (Rambur, 1842)
- Trinervitermes trinervoides (Sjöstedt, 1911)

## Prédateurs
Le protèle est insensible aux composés chimiques projetés par les soldats et constitue donc le principal prédateur du genre : il peut en manger 300 000 en une nuit.

## Systématique
Le nom valide complet de ce taxon est Trinervitermes Holmgren (d), 1912.
Trinervitermes a pour synonyme :
- Tritervitermes Sjöstedt, 1924